# Queen of the Northwoods
Queen of the Northwoods é um seriado estadunidense de 1929, gênero ação, dirigido por Spencer Gordon Bennet e Thomas Storey, em 10 capítulos, estrelado por Walter Miller, Ethlyne Clair e Frank Lackteen. Baseado em uma história de George Arthur Gray, foi produzido e distribuído pela Pathé Exchange, e veiculou nos cinemas estadunidenses a partir de 21 de maio de 1929, quando estreou o primeiro capítulo, “The Wolf Devil’s Challenge”.
Este seriado foi mudo, tinha dez episódios e acredita-se que ainda existam cópias, embora incompletas (faltam alguns episódios).

## Sinopse
A trama gira em torno de um misterioso vilão mascarado conhecido como “The Wolf Devil”, tentando conduzir colonos não-nativos do Alasca. Walter Miller interpreta um guarda da polícia montada canadense.
O vilão do seriado é um dos primeiros lobisomens em filmes (no sentido tradicional de um homem mascarado e agindo como um lobo, ao invés do atual lobisomem mais comum). Este vilão, “The Devil Wolf”, usa um chapéu de pele de lobo que cobre completamente seu rosto. A atmosfera sobrenatural é reforçada pela sua aparente capacidade de controlar uma matilha de lobos.

## Elenco
- Walter Miller - Inspetor Steele
- Ethlyne Clair - Miss Moreau
- Tom London - Garvin/ The Wolf-Devil
- Frank Lackteen - Jacques De Brun
- Edward Cecil - Fergus
- George Magrill - Sargento Bolt
- Nelson McDowell - Flapjack
- Jean Diamond - Moon River Lady
- Arthur Taylor
- Fred Burns
- Arthur Dewey

## Capítulos
1. The Wolf Devil's Challenge.
2. A Bottomless Grave
3. Devil Worshippers
4. Wings of Death
5. The Wolf Devil Strikes
6. The Leap of Death
7. The Flaming Peril
8. Brand of the Beast
9. Trapped by the Fiend
10. The Den of Evil

Fonte: 